# Nils-Petter Ankarblom
Nils-Petter Ankarblom, född 5 november 1981 i Mönsterås församling, är en svensk kompositör och arrangör främst verksam inom film och musikteater.

## Arbeten i urval
- 2018 – Camera, Östgötateatern, kapellmästare[2]
- 2018 – Läderlappen, Ystads teater, arrangemang[3]
- 2021 – Amélie, Östgötateatern, musikaliskt ansvarig[4]